# Faculdade de Filosofia e Letras da Universidade Complutense de Madrid
A Faculdade de Filosofia e Letras é um edifício em Madrid, Espanha, integrado no Campus Moncloa da Universidade Complutense de Madrid.
Um exemplo de arquitectura racionalista, foi projectada em 1931-32 por Augustín López como a extremidade sul de um complexo fechado que pretende reunir as disciplinas académicas de humanidades da Universidade Central. A primeira parte do edifício foi inaugurada em 1933.  No edifício ensinaram figuras como Ortega y Gasset, Américo Castro, Manuel García Morente, Xavier Zubiri, María de Maeztu, Manuel Gómez-Moreno, Claudio Sánchez Albornoz e Elías Tormo. Embora se esperasse que a parte final fosse inaugurada em 1936, a Guerra Civil abortou esses planos, e o prédio foi sujeito a grandes danos pela artilharia franquista ao tornar-se o quartel-general da XI Brigada Internacional. Assim, foi re-inagurado depois de passar por uma reconstrução em 1943. A Escola de Filosofia e Letras foi dividida em Geografia e História, Filologia, Filosofia e Ciências da Educação em 1974, e o prédio actualmente abriga apenas as escolas de Filosofia e Filologia.
Descrito como "o [edifício] mais emblemático da Ciudad Universitaria e aquele que melhor resistiu ao passado, pois preservou a sua configuração arquitetónica sem expansões nem modificações substanciais", foi declarado Bien de Interés Cultural em 2017.